# 三国義貴
三国 義貴（みくに よしたか、1955年〈昭和30年〉7月23日 - ）は、日本のキーボーディスト、作曲家、編曲家。北海道出身。北海道札幌西高等学校卒業。血液型はA型。元ANTHEMのドラマー本間大嗣は従兄弟。※クリエイション（CREATION）のキーボード奏者であるミック三国とは別人である。

## 来歴・人物
父は医師。洗足学園音楽大学音楽部作曲科に入学。
ヤマハ札幌ショップにてキーボード教室の講師を務めながら、アマチュア・バンド「フェアリー」を結成し、北海道で人気を得る。同バンドのボーカル・ベースは坂井紀雄だった。「フェアリー」解散後に上京し、主にレコーディング、コンサートでのバック演奏（サポート）、楽器のデモ演奏などを行っている。
1988年 ANTHEM「GYPSY WAYS」にゲストキーボードとして活動。
1989年 RED WARRIORS「Swingin' Daze」にゲスト参加。
1990年「ダディ竹千代&東京おとぼけCATS」に参加。
ダイアモンド☆ユカイ、ZIGGY、小山卓治のレコーディングやツアーに参加。
1994年THE YELLOW MONKEY「jaguar final tour I shall return」（愛知県勤労会館）に参加、翌年アルバム「smile」のゲストキーボーディストとして制作・ライヴ演奏に関わる。
桃乃未琴（デビュー曲「あなたは海の底」）のプロデュースを担当。

## 主な活動・作品
NHKアニメ「モジャ公」主題歌「CHU-CHU-CHU」編曲（1995年 歌・演奏：CRIPTON、作詞：大沢奈央子、作曲：菊地英昭）
アニメ「きんぎょ注意報!」主題歌「わぴこ元気予報!」編曲（1991年 歌：内田順子、作詞：岸田るみ子、作曲：小坂明子）
アニメ「きんぎょ注意報!」エンディングテーマ「スーパーきんぎょ」編曲（歌：内田順子、作詞：岸田るみ子、作曲：矢代恒彦）
「おしゃべりロード」作・編曲（歌：佐藤満、作詞：岸田るみ子）
2002年11月27日 六本木Morph Tokyにて、木暮武彦、二人羽織、とセッションライブ
毎年9月16日に行われる、マーク・ボラン追悼ライブGLAM ROCK EASTERに出演

## ディスコグラフィ

### アルバム
- ポーの館（1991年　ワーナーミュージック・ジャパン）
- Kirihito 霧人（1998年10月7日　ファンハウス）
- ミドリ色の記憶（ユニット：深空）（2003年3月15日）